# Torneo de Tianjin 2015
El Tianjin Open 2015 es un torneo de tenis profesional  jugado en canchas duras. Es la 2ª edición del torneo, que es parte de la WTA Tour 2015. Se llevó a cabo en Tianji, China, entre el 12 y el 18 de octubre de 2015.

## Cabeza de serie

### Individual femenino
| Tenista             | Ranking | Preclasificada |
| Flavia Pennetta     | 7       | 1              |
| Agnieszka Radwańska | 8       | 2              |
| Karolína Plíšková   | 9       | 3              |
| Elina Svitolina     | 18      | 4              |
| Kristina Mladenovic | 28      | 5              |
| Monica Niculescu    | 46      | 6              |
| Teliana Pereira     | 52      | 7              |
| Alison Riske        | 60      | 8              |

- Ranking del 5 de octubre de 2015

### Dobles femenino
| Tenista                           | Ranking | Preclasificada |
| Han Xinyun Martina Hingis         | 96      | 1              |
| Xu Yifan Saisai Zheng             | 104     | 2              |
| Lyudmyla Kichenok Nadiya Kichenok | 115     | 3              |
| Kateryna Bondarenko Olga Savchuk  | 127     | 4              |

## Campeonas

### Individual Femenino
Agnieszka Radwańska venció a  Danka Kovinić por 6-1, 6-2

### Dobles Femenino
Xu Yifan /  Saisai Zheng vencieron a  Darija Jurak /  Nicole Melichar por 6-2, 3-6, [10-8]